# 米鲁埃尼亚德洛辛凡索内斯
米鲁埃尼亚德洛辛凡索内斯，是西班牙卡斯蒂利亚-莱昂阿维拉省的一个市镇。 总面积31km2, 总人口169人（2001年），人口密度5人/km2。